# Oscillatore Butler
Il Butler è un Oscillatore Meissner a griglia/base comune in cui l'accoppiamento al quarzo in risonanza serie avviene con accoppiatore verso catodo/emettitore.
Operando a correnti sufficientemente alte, magari con valvole/JFET ad alta pendenza e quarzi ad alta resistenza serie per smorzare il Q del quarzo al minimo, si può ottenere una notevole silenziosità e stabilità.
La risonanza serie del quarzo è molto poco sensibile alla deriva della capacità parassite e per questo è, alla pari con il Seiler, il miglior candidato per i riferimenti di precisione, a patto di avere un buon filtraggio del rumore fuori banda.
Questo oscillatore, per comportarsi al meglio delle sue possibilità, necessita di componentistica reattiva di bassissima resistenza serie parassita, e la corrente attraverso il quarzo dev'essere ben calcolata.
Nella disputa sul tipo di risonanza da preferire, il Butler, con la sua semplicità ed insensibilità alle capacità parassite, ha mostrato un comportamento tra i migliori in assoluto, migliore del Vackar e paragonabile al Seiler a patto di non considerare il rumore a larga banda, facile da eliminare con un semplice filtro posto all'uscita.